# Томмазо ди Кампофрегозо
Томмазо ди Кампофрегозо (итал. Tomaso Fregoso, Tomaso di Campofregoso; Генуя, 1370 — Савона, февраль 1453) трижды избирался дожем Генуэзской республики.

## Биография
Сын Пьетро Кампофрегозо (1330—1404) (бывшего дожа) и Теодоры Спинола, он был рожден в Генуе около 1370 года. В начале XV века он был назначен капитаном Генуэзской республики в Фамагусте (Кипр), что послужило началом его политической карьеры. В то же время, совместно со своим братом Роландо (или Орландо), он попытался организовать переворот против подчинения Генуи Франции и её королю Карлу VI. Он осадил дворец правительства с 200 солдатами, но был побежден и на некоторое время заключен в тюрьму.
В 1403 году он был назначен губернатором Корсики французским губернатором Жаном Ле Менгром ("Бусико" - Boucicault). После возвращения с острова он стал членом Совета Старейших в Генуэзской республике. В период с августа 1410 по февраль 1411 года Томмазо служил мэром колонии Пера, так как новый генуэзский губернатор, маркиз Теодоро II Монферрат, решил удалить его из Генуи. Вернувшись в город в отсутствие маркиза, Томмазо предпринял новую попытку восстать против французского господства, но вновь был повержен в ходе стычки с отрядом лейтенанта Энрико дель Карретто. Брат Томмазо Орландо был убит в ходе боя, а Томмазо ненадолго сослан в Лукку, после чего вернулся сначала в Кьявари, а в 1412 году переехал в Феррару. В следующем году Томмазо воспользовался народным восстанием, чтобы вернуться в Геную и помочь Джоржо Адорно провести успешное восстание против губернатора Теодора II Монферрата и французской короны.
Вместе с другими видными горожанами Томмазо был призван руководить Правительством восьми ректоров, которое управляло Республикой до выборов 27 марта 1413 года, когда новым дожем был избран Джоржо Адорно. После этого Томмазо вернулся на восток, в генуэзскую колонию Каффа в Крыму, чтобы заняться торговлей. После отставки дожа Адорно 23 марта 1415 года Томмазо и Джакомо Джустиниани составили Правительство двух приоров, пока не был избран новый дож - Барнаба ди Гоано.

## Первое правление
Гоано был свергнут в результате заговора 4 июля 1415 года усилиями Адорно и Томмазо Кампофрегозо, и новым дожем был избран Томмазо. Его первое правление в хрониках именовалось "величественным", Геную в это время посещали Оддо де Лузиньян (брат короля Кипра Януса) и антипапа Иоанн XXIII. Дож смог выплатить все долги Республики. Он также смог подавить внутренние конфликты, в частности, послал своих братьев Баттисту и Спинету в Виллафранки для подавления волнений, вспыхнувших после убийства лейтенанта Одерико Бьясса по приказу местного викария Гримальди. 
В 1418 году дожу пришлось столкнуться с заговором Терамо Адорно, сына свергнутого дожа Джоржо Адорно, который смог заключить союз с семьями Гуарко и Монтальдо, а затем с маркизом Монферратом и миланской семьей Висконти, которые оказали существенную экономическую и военную поддержку Адорно. Финале, долина Польчевера и город Сарцана были заняты повстанцами, и для спасения ситуации Кампофрегозо призвал на помощь синьора Пьяченцы Филиппа Арчелли и синбора Бергамо, Брешии и Фано Пандольфо Малатеста, что вызвало недовольство горожан. В итоге, под давлением горожан, дож был вынужден заключить с повстанцами мирный договор в феврале 1419 года, по которому выплачивал их лидерам 200 000 дукатов и передавал Милану земли между Бусальей и Серравалле-Скривия. 
Еще одной проблемой для дожа стала ситуация на Корсике, где, пользуясь хаосом в столице, вспыхнуло восстание во главе с Винчентелло де Истрия, при поддержке короля Альфонсо V Арагонского. Не желая усугублять народное недовольство новыми налогами, Томмазо передал на нужды подавления восстания свои собственные средства и направил на остров своего брата Джованни. Джованни смог переформировать армию, и спустя девять месяцев арагонцы были изгнаны с Корсики.
Несмотря на успехи на Корсике, ничто не смогло спасти Томмазо от нового удара - нападения, совершенного герцогом Милана в 1421 году. Генуя была осаждена войсками под командованием Гвидо Торелли и Франческо Буссоне, в то время как на побережье корабли Республики были блокированы каталонцами, союзниками миланцев. Не видя другого выхода, Томмазо предложил Совету Республики прекратить его полномочия и признать власть Висконти. 23 ноября 1421 года он покинул пост и стал синьором Сарцаны. Генуя признала миланское господство и до 1436 года управлялась губернаторами, которые даже не прибывали в город.

## Синьор Сарцаны
Будучи синьором Сарцаны, Томмазо несколько раз пытался вернуть себе пост дожа. Заключив союз с флорентийцами, он отправился в 1425 году во главе флотилии из некоторых вооруженных судов от восточного побережья к Генуе. Однако флот Висконти не пустил его к городу. В 1426 и 1427 годах он пытался по суше дойти от Сестри-Леванте до Генуи во главе вооруженных отрядов, но оба раза с потерями отступал. Между 1430 и 1432 годами Висконти провели контратаку, отправив в земли Томмазо армию под командованием Никколо Пиччинино, и Томмазо был вынужден укрыться в замке Сарцаны.
Только с отказом генуэзцев далее подчиняться господству Висконти в декабре 1435 года бывший дож Кампофрегозо смог подготовить своё возвращение в Геную и реставрацию

## Второе и третье правления
Генуя вернула себе независимость с назначением дожа Иснардо Гуарко 28 марта 1436 года. Уже 4 апреля 1436 года Томмазо, собрав солдат, сверг Гуарко и вновь получил пост дожа.
Среди первых актов его второго правления было предложение Флоренции и Венецианской республике составить новый союз против Висконти. В то же время Филиппо Мария Висконти, желая вернуть себе Геную, но не имея для того достаточных сил, пытался заручиться поддержкой папы Евгения IV, описывая в черных тонах фигуру дожа Томмазо. Переговоры с папой оаказались неудачными, зато Висконти удалось склонить на свою сторону брата Томмазо Баттисту. Пользуясь отсутствием дожа, Баттиста совершил налет на Дворец дожей и утром 24 марта 1437 года был провозглашен новым дожем Генуи. Его попытка свергнуть брата, однако, была скоротечной, так как уже к вечеру 24 марта вернувшийся в город Томмазо вернул себе и пост. Томмазо великодушно простил брата, хотя Совет требовал его казни.
В период третьего правления Томмазо активно издавал новые законы, чтобы ограничить, насколько это было возможно, церемониальные расходы и расходы двора. Кроме того, он продолжал отвоевание потерянных земель, находившихся в руках Висконти - Монако, Вольтаджо, Леванто, Портовенере, Сарцаны. Во внешней политике дож предпочел поддержать Рене Анжуйского в его борьбе с Альфонсо V Арагонским. В союзе с папой Евгением IV Томмазо принял решение направить флот на юг Италии во главе со своим братом Джованни.
Решение об отправке своего брата и другие прошлые случаи, в которых дож не стеснялся назначать родственников на важные государственные и военные посты, вызвали раздражение генуэзской знати, которая до того выступала опорой власти дожа. Пик недовольства пришелся на 20 июня 1442 года, когда Томмазо устроил роскошные похороны своего брата Баттисты. В итоге 18 декабря 1442 года группа вооруженных людей во главе с Джованни Антонио Фиески и Раффаэле Адорно, почти наверняка за счет денег короля Арагона и герцога Милана, прорвала оборону охраны Дворца дожей и захватила власть, несмотря на предложение дожа провести переговоры. Томмазо Кампофрегозо был смещен с поста дожа.

## Последние годы
Томмазо передал власть Правительству восьми Капитанов Свободы и был заключен сначала в маяк Генуи, а затем в крепость Савоны. В январе 1447 года он был освобожден благодаря ходатайству племянника и дожа Джованни ди Кампофрегозо, до февраля 1453, когда он умер.
В возрасте около восьмидесяти лет он вновь вернулся в политику после отречения своего племянника Лодовико ди Кампофрегозо (1450), поспособствовав избранию дожем другого племянника Пьетро ди Кампофрегозо. После этого он удалился от дел и переехал в Савону, где и умер в феврале 1453 года.

## Личная жизнь
Согласно историческим источникам, Томмазо был женат на дочери Антониотто Адорно (1340—1398), Клеменце, хотя возможны и другие версии, например, что его первой женой была дочь Адзоне Маласпина. Второй женой Томмазо была Марция Манфреди, дочь синьора Фаэнцы Джан Галеаццо Манфреди. У него был только один  - Паоло Баттиста, умерший в молодом возрасте от болезни.